# 赫尔曼·斯卡罗内
赫尔曼·斯卡罗内（西班牙語：Germán Scarone，1975年2月27日—），生于阿根廷布宜诺斯艾利斯，意大利男子篮球运动员。他曾代表意大利获得2000年夏季奥运会篮球比赛男子第五名。